# Famille de Brée
 (mai 2025).
Si vous disposez d'ouvrages ou d'articles de référence ou si vous connaissez des sites web de qualité traitant du thème abordé ici, merci de compléter l'article en donnant les références utiles à sa vérifiabilité et en les liant à la section « Notes et références ».

Armes des Brée : d'argent à deux fasces de sable au sautoir de gueulles brochant sur le tout.

La famille de Brée est une famille éteinte de la noblesse française.

## Histoire
Elle a pris naissance à une lieue d'Évron au pays du Maine, tirant son origine et son nom de Brée de l'ancienne châtellenie de ce nom, qu'elle a toujours possédée avec les terres de Montsûrs et de Hermet, que l'on remarque être entrée par alliance sur la fin du siècle dans la maison de Beaumont-au-Maine. En effet, les châtellenies de Brée, de Montsûrs et d'Hermet furent données en dot l'an 1270, à Jeanne de Beaumont, fille de Louis de Brienne de Beaumont, qui prit le nom de Beaumont à cause de Agnès de Beaumont-au-Maine, sa femme.[réf. nécessaire]

## Personnages de la famille

### Herbert ou Hubert de Brée
Herbert ou Hubert de Brée, chevalier seigneur de Fouilloux, terre située en Saint-Germain-le-Fouilloux.
Il est indiqué qu'il se croisa avec Guillaume d'Orange, Gervais de la Rongère, Payen de la Chapelle Rainsouin et beaucoup d'autres chevaliers qui accompagnaient Geoffroy III de Mayenne, baron de Mayenne. Cette version historique concernant les Croisés de la Mayenne est une supercherie historique.
De lui et de sa femme dont l'abbé Angot ignore le nom sortit Gervais.

### Gervais de Brée
Gervais de Brée, seigneur de Fouilloux, continua l'éclat et la gloire de son nom, qui néanmoins n'a été connu qu'après sa mort, indiquée dans l'obituaire de l'abbaye de Clermont, par un anniversaire de 25 s. de rente que fonda Guy VI de Laval
De son alliance qui est inconnue à l'abbé Angot, Robert.

### Robert de Brée
Robert de Brée, chevalier, seigneur de Fouilloux et d'autres terres considérables, fut présent en 1196 à la remise du droit de morte main que Guy VI de Laval, sire de Laval, fit au clergé de cette ville Robert de Brée est ensuite remarqué dans l'accord et transaction qui se fit en 1199 entre Guy VI, sire de Laval, et Hamelin L'Enfant , seigneur de la Patrière, et encore en 1208 dans les archives de Laval. Il prit alliance avec Jeanne de la Volue, fille et unique héritière de Sylvestre de la Volue, chevalier seigneur du dit lieu, de Montchevrier, Nuillé-sur-Vicoin et d'Astillé, qui donna en 1197 à Geoffroy, abbé de Clermont, du consentement et avec l'approbation de Geoffroy, évêque du Mans, tout le droit qu'il avait dans les forêts de « Monsiour de Laval » et dans les taillis et communes de Papée (?), avec son four à ban de Laval, in quo partitur Gervasius Cheorchin, ainsi qu'il est remarqué dans le texte Toutes ces circonstances font croire à l'abbé Angot que ledit Sylvestre prit alliance dans la maison de Laval. L'opinion de l'abbé Angot est fondée sur le don que Sylvestre II fit du four à ban de Laval qu'il avait en commun avec Gervais Cheorchin, mari de Pétronille de Laval. Aussi les seigneurs de la Volue sont remarqués : inter amicos barones et optimates de la maison de Laval, que l'on voit allier dans les premiers temps avec les gentilshommes du pays comme : Chource, Courceriers, Saint-Berthevin, Montgeroul, et Ouvrouin nommés « consanguines, parentes et amici ».

### Gervais de Brée II
Du mariage de Robert de Brée et de Jeanne de la Volue est issu Gervais qui suit.
Gervais de Brée II, chevalier seigneur de Fouilloux, Montchevrier, Nuillé, Astillé, le fut aussi en partie de la sénéchaussée de la Gravelle, des forêts de Fregeuil et de Concise à cause de dame Agnès, sa femme. Agnès et Gervais vendirent à Guy VI de Laval, la part où ils étaient fondés en ladite sénéchaussée et forêt. Mais comme Agnès n'était pas en âge lors du contrat, elle le ratifia en 1236, du temps d'Emma de Laval, fille et unique héritière de Guy VI, veuve en 2es noces de Mathieu II de Montmorency, connétable de France. En cette considération Emma réduisit à 40 s. les 7 liv. de taille qui étaient dues au château de Laval sur Montchevrier et la Volue, et concéda audit de Brée et à ses successeurs, seigneurs de Montchevrier et la Volue, droit d'usage pour lesdites terres dans la forêt de Concise. Ce titre paraît assez considérable pour en donner copie.
La forêt de Laval étant dans les propres de Laval et de la châtellenie de la Gravelle dès l'origine de cette maison, ainsi qu'il est marqué dans l' Histoire de Vitré où l'on voit qu'elle appartenait aux seigneurs de Laval en l'an 1000, et qu'ils en faisaient une place d'armes d'où ils guerroyaient en Bretagne, on ne peut pas dire que cette Agnès, dont le nom n'est pas déclaré, eut celui de la Gravelle, mais plutôt on doit croire qu'elle portait le nom de Laval et qu'elle était issue d'une branche de cette maison, à laquelle une partie de Concise, Frécheust et la sénéchaussée de la Gravelle avaient été données en partage. Ladite alliance est plus assurée dans la maison de Laval que celle de la Volue que l'abbé Angot croit néanmoins véritable. La proximité des degrés ne les pouvait rendre incompatibles avec la famille de Brée, puisqu'il est certain que dans les premiers siècles il y a eu beaucoup de branches de l'ancien Laval que le temps et une recherche curieuse ont fait connaître.

### Gaudin de Brée
Du mariage de Gervais de Brée et d'Agnès (de Laval) est issu :
Gaudin de Brée, aussi qualifié seigneur de Fouilloux, Montchevrier, Nuillé, Astillé, il donna en 1255 les ventes de certaines vignes nommées les Plantes, tenues de la seigneurie de Fouilloux aux religieux de Montguion qui les avaient acquises de Jean de la Chammeraye, ainsi qu'il est justifié dans l'obituaire de ce prieuré.
De son alliance que je ne connais pas sont issus :
1. Guillaume de Brée qui suit :
2. Anne de Brée, qui fut conjointe en mariage avec Pierre de Taillis[10], chevalier seigneur de la châtellenie de Taillis, près Vitré, dont sortit pour fils aîné, Jacques de Taillis, chevalier seigneur dud. lieu, époux de Jeanne, fille de Macé de Quatrebarbes II, et de Louise de Bouillé, dame de Bouillé, en la paroisse de Montguillon, en Anjou[11].

### Guillaume de Brée
Guillaume de Brée, chev. s. de Fouilloux, Montchevrier, etc., est remarqué aux archives de Laval, au don que Guy IX de Laval fit en 1300 à Jean Ouvrouin, s. de Poligny en ces termes : « ce fut donné à Laval-Guyon, présens Monsour Foucault de Meslay et monsour Guillaume de Brée, nos chevaliers ».
De lui et de sa femme dont le nom est inconnu à l'abbé Angot sortit :

### Macé de Brée
Macé de Brée, chevalier, seigneur de Fouilloux, Montchevrier, Saint-Denis-du-Maine, etc. ; il quitta en 1344 Gervais de la Roche, écuyer, s. dud. lieu de venir au four à ban de Saint-Denis, à la charge de lui payer deux boisseaux de bled de rente, mesure de Saint-Denis, que led. de la Roche établit sur le lieu de la Chesnaye, ainsi qu'il est justifié dans la remembrance de cette seigneurie. Il épousa Simonne de Courceriers, fille de Guillaume I, s. de Courceriers, Saint-Denis-du-Maine et de Ballée, et de Jeanne de Coesme, et petite-fille de Cesbon de Courceriers et de Simonne de Saint-Denis, issue de Simon de Saint-Denis.
De ce mariage sont issus :
1. Guillaume de Brée II, qui suit.
2. Etienne de Brée, religieux en l'abbaye d'Évron. Il fut constitué procureur de cette communauté en l'an 1414 pour rendre obéissance à Beauvais, paroisse de Changé-lès-Laval, à raison des choses que ce couvent tenait de lad. seigneurie.
3. Isabeau de Brée, qui reçut en partage la terre de la Volue que son père retint dans la mouvance de Montchevrier, à deux fois et hommages liges et à cent sols de service. Elle fut mariée à Jean de Thubœuf, seigneur de Thubœuf, de l'Huisserie, de la Houssaye, fils de Guillaume et de Guyonne de la Billonnière, dame de Chasnay, paroisse de Houssay, près Château-Gontier.
4. Jeanne de Brée, épouse de Jean de Ferrequin[16], écuyer, s. de Douillet et de Saint- Aubin, au Maine, Macé de Brée, son père lui donna sept livres de rente pour le parfait de son mariage dont il promit faire assiette sur ses héritages. Ce que n'ayant point exécuté, ni Guillaume, son fils, ledit Ferrequin et Jeanne, sa femme, firent appeler Jean de Brée, fils aîné de Guillaume, devant Guillaume Guérin, lieutenant de Laval en office de sénéchal, pour leur donner établissement de cette rente, dont il y eut sentence le 18 juin 1426, signée, de Bazouges.

### Jean de Brée
L'abbé Angot trouve dans les remembrances de Chémeré-le-Roi, Christophe de Brée, religieux (d'Évron sans doute), prieur de Chémeré, 1503, 1509.
La liste des abbesses du Pré indique Jeanne de Brée, d'abord prieure, puis nommée Abbesse en 1474 par le pape Sixte IV et qui résigne en 1493 à Louise Le Cornu,  religieuse de son abbaye. Elle meurt le 10 des calendes de juin.
Il trouve encore Mathieu de Brée, curé de N.-D. de Chalonnes-sur-Loire, résignataire le 31 décembre 1467.

### Guyon de Brée
Guyon de Brée fut seigneur de Fouilloux, Montchevrier, Saint-Denis-du-Maine, Saint-Loup, le Douet-Sauvage et de Forges (en Entrammes) à cause de sa femme. Il est mentionné en 1468 au mariage de Anne L'Enfant , nièce, avec René Le Cornu , fils aîné de Jean le Cornu, chevalier, seigneur du Plessis et de la Barbottière et de Jeanne Geré.
Il rendit aveu du Douet-Sauvage en 1476 au duc d'Alencon à cause de Château-Gontier. Le comte du Maine lui donna grâce depuis le 20 avril 1477, jusqu'au mois d'octobre suivant pour venir aux plaids de Meslay à raison de la Grillère qui fait partie de la terre de Saint-Denis.
L'an 1485, Jean de Falais II lui rendit aveu du Coudray, et en 1496 Jeanne de Chaudmanche, dame de Marpalu, lui fit foi et hommage à raison du dit lieu par Jean de Brée, son procureur.
Il épousa, par contrat devant F. le Naturel et Nattet, notaires à Laval, le 19 mai 1476, Louise de Laval, fille de Thibault II de Laval-Loué, seigneur de Bois-Dauphin et d'Anne de Maimbier qui était dame dudit lieu à une lieue de Vitré, d'Aulné, de Cangeu et du fief d'Assil, fille et unique héritière de Jean de Maimbier et de Françoise de Villeprouvée (?) ou plutôt Jeanne Pointeau, dame de Boisdauphin.
René Ier de Laval-Bois-Dauphin, seigneur de Saint-Aubin, donna à la ladite Louise, sa sœur, en mariage sa terre de Forges avec la somme de 2500 liv. Le contrat fut passé en présence de M. le comte de Montfort, madame la comtesse sa femme et de Joachim d'Oranges, seigneur de la Courbe. Demeurée veuve elle eut en douaire Saint-Denis-du-Maine et le Douet-Sauvage ; Jean Gandon, son receveur, lui rendit compte de cette dernière terre pour les années 1490-1496 ; l'an 1504 Guy Pillou, écuyer, lui vendit la métairie de la Gauterie qu'elle annexa à Saint-Denis.
Du mariage de Guyon de Brée et de Louise de Laval sont issus :
1. Gilles de Brée
2. Guyonne de Brée, femme de Beaudouin de Vaiges, seigneur du Plessis, paroisse de Noyen, famille sortie de la maison de Vaiges.
3. Benoiste de Brée qui épouse en 1510 Olivier le Maczon, seigneur d'Auvers et de Foulletourte, d'où naquit pour fille unique Olive qui épousa René de Beauvau.

### Gilles de Brée
Gilles de Brée, écuyer, seigneur de Fouilloux, marié avec Claude de Feschal, fille de René de Feschal, chevalier, seigneur de Poligné et de Marboué et de Jeanne de Châteaubriand fut père d'au moins trois enfants.
1. François de Brée
2. Lancelot de Brée
3. Catherine de Brée, dame de Saint Loup, mariée en 1517 avec Jean de Froulay chevalier seigneur de Monflaux, ancêtres du maréchal de Tessé[23].
4. Olive de Brée, mariée en 1520 avec François de Quatrebarbes

### François de Brée
François de Brée, écuyer, seigneur de Fouilloux, Montchevrier, Nuillé-sur-Vicoin, Lancheneil, Saint-Denis-du-Maine, Loiron, le Genetay en Courbeveille, la Tichonnière, les Vignes, le Bois de Mayenne, le Douet-Sauvage, Valleux et Brullon. Il reçut, en 1515, aveu de la Bertelière et de Goubiz par le Douet-Sauvage, et celui de Marpalu, en 1537, que Robert de Libour, écuyer, lui rendit à cause d'Isabeau de Montaigu, sa femme, issue de Colas de Montaigu et de Jeanne de Billy, dame de cette terre.
L'an 1540, Jean de Varennes III, écuyer, s. dudit lieu et de Lucé, lui fit pareille obéissance pour Berseray.
Ce fut en 1542 que Guy XVII de Laval, comte de Laval, de Beaufort, en Champagne, de Quintin, du Rhetelois, etc., érigea en trois châtellenies séparées les terres de Fouilloux, Montchevrier et Saint-Denis-du-Maine, à relever directement du château de Laval, et en donna les lettres aud. de Brée, signées de sa main en présence des seigneurs de Téligny, Bois-Dauphin et de Thou. Gallois d'Aché, s. de Larri, procureur de son frère, s. de Sougé, lui rendit aveu de Savigné, et Marie de Varenne, sœur et héritière de Jean remarqué ci-dessus, veuve de Simon de Chivré, écuyer, s. dud. lieu, de Saint-Michel-de-Feins, de Faure et de la Roche de Cuillé, lui fit foi et hommage en 1545 à raison de Lucé et de la Bahoullière par François de Chivré, son fils aîné. François de Brée épousa Françoise de Brie, dame de Lancheneil, de Nuillé, Loiron, du Genetay en Courbeveille, et du Bois de Mayenne, près Lassay, fille de Jean ou Péan de Brie, seigneur de Serrant et de Jeanne de Mathefelon, issue de Pierre et de Catherine de Chourches.

### François de Brée II
De François de Brée et de Françoise de Brie est issu :
François de Brée II, écuyer, seigneur de Fouilloux, Montchevrier, Saint-Denis-du-Maine, Lancheneil, Nuillé, Brullon, le Douet-Sauvage, Loiron, le Genetay, Valeux, le Bois-de-Mayenne, les Vignes, Laumont et Clermont.
Orphelin à l'âge de huit ans il fut mis en garde à Claude de Feschal, son aïeule, quant à l'administration de sa personne, et pour celle de ses biens furent nommés curateurs Guillaume de Quatrebarbes IV, seigneur de la Rongère, son cousin-germain et Jean de Feschal, seigneur de Thuré, du consentement de Lancelot de Brée, seigneur de Poillé, et de Jean de Brée, seigneur de Saint-Michel-de-Fains, ses oncles paternels, et aussi de Magdelon de Brie, seigneur de Serrant, son oncle maternel, de Jean de Savonnières, s. de la Bretesche, et de François d'Orange, seigneur dudit lieu et de la Feillée, fils de Georges et de Catherine de Brée, par acte reçu devant Mondières, notaire au comté de Laval, le 16 mai 1547.
Les sieurs de la Rongère et de Thuré en qualité de curateurs dudit de Brée, retirèrent par droit lignager les terres de Laumont et de Clermont, vendues par Madelon de Brie, et en 1553, lui firent rendre à cause de la châtellenie de Saint-Denis les aveux de la Cousture par Robert de la Lande, écuyer, seigneur de Beauvais, celui du Breil-Errault par Jeanne de la Roche, veuve de Geoffroy de Clermont, écuyer, seigneur des Loges, et partie de Buru, par Guy de la Vairie, écuyer. Ce seigneur de Fouilloux vendit la métairie de la Quillière, fief et seigneurie, à René Charlot, s. du Faux, demeurant à Château-Gontier, en présence de René de Chauvigné, frère de sa femme, de Lancelot de Brée, seigneur de Poillé et de Jean de Lancrau, seigneur de la Saudraye (en Astillé).
Il épousa Catherine de Chauvigné, d'une famille si ancienne et si considérable qu'elle est remarquée dès l'an 1100 à l'article de Scepeaux et de Valeaux. Il mourut sans postérité en 1559, délaissant pour héritiers du côté paternel Lancelot de Brée, seigneur de Poillé, Catherine de Brée, dame de Froullay, et Olive de Brée, dame de la Volue, ses oncle et tantes ; et du côté maternel Madelon de Brie auquel retournèrent les terres de Lancheneil, Loiron, le Genetay, Laumont, Clermont, Voleux et le Bois-de-Mayenne. Catherine de Chauvigné reçut en douaire la châtellenie de Brullon avec les fiefs du Douet-Sauvage et la terre de Poillé.

## Alliances
Les alliances de la famille de Brée sont : de Laval, de Quatrebarbes, de Scépeaux, etc.

## Possessions
- Hôtel de Brée